# Desisa luzonica
Desisa luzonica là một loài bọ cánh cứng trong họ Cerambycidae.